# 角谷栄次
角谷 栄次（かくたに えいじ、1947年6月1日 - 2016年2月28日）は、日本の俳優。大阪府出身。劇団民藝所属。
2016年2月28日、大腸癌のため逝去。68歳没。

## 出演

### 映画
- K-20 怪人二十面相・伝（2008年）
- どんぐり兄弟の梅干（2009年）
- 鶴彬-こころの軌跡-（2009年） - 喜多喜太郎 役
- 終の信託（2012年）

### テレビ
- 俺たちの勲章（1975年）
- パパになりたかった犬（1984年）
- おんなの家（1988年）
- かりん（1994年）
- 仮面ライダー響鬼（2005年）
- 義経（2005年）
- 月曜ゴールデン
  - 「探偵 左文字進10」（2006年）
  - 「最後の赤紙配達人〜悲劇の召集令状64年目の真実〜」（2009年）
- 水戸黄門
  - 水戸黄門 第40部（2009年） - 五兵衛 役
  - 水戸黄門 第42部（2011年） - 小島市兵衛 役
- まいど238号（2010年）
- 相棒 Season 4 第3話（黒衣の花嫁）（2005年10月26日） - 小渕（8年前の釣人） 役
- 相棒 Season 9 第10話（聖戦）（2011年1月1日） - ホームレス 役
- そこをなんとか（2012年） - 川野良輔 役

### 舞台
- 影（1973年）
- 明石原人（2007年 - 2008年） - 番場 役
- 言葉（2009年） - アイヒマン 役
- らくだ（2009年）
- 神戸北ホテル（2009年 - 2010年） - 赤岩仙次 役
- どろんどろん（2010年、2013年） - 治作 役

### CM
- ガンホー・オンライン・エンターテイメント パズル&ドラゴンズ

### ラジオ
- NHK-FM放送 さいごの毛布